# ريتشارد هاد

ريتشارد هاد (بالإنجليزية:Richard Head) (من مواليد كاليفورنيا 1637 في أيرلندا، مات قبل يونيو 1686 في البحر بالقرب من جزيرة وايت) مؤلف وكاتب مسرحي . اشتهر بروايته هجائية اللغة الإنجليزية روغ (1665) - واحدة من أقدم الروايات في اللغة الإنجليزية التي وجدت ترجمة القارية .